# Autographa alepica
Autographa alepica är en fjärilsart som beskrevs av Nitsche 1911. Autographa alepica ingår i släktet Autographa och familjen nattflyn. Inga underarter finns listade i Catalogue of Life.